# الحاج ولد فحفو
المرابط الحاج بن السالك بن فحفو المسومي الصنهاجي (من مواليد 1908 وتوفي يوم 17 يوليو 2018) هو مؤلّف وفقيه وعالم موريتاني، يُعتبر من أشهر علماء موريتانيا وزهادها ومن شيوخ المحاظر في موريتانيا الكبار، له مؤلفات كثيرة، وتخرج على يديه شخصيات علمية ودعوية كثيرة.

## طلابه
تخرج على يديه خلق كثير من العلماء والفقهاء والفضلاء والشخصيات الإسلامية الهامة وبعض الطلاب الذين أتو من خارج موريتانيا للدراسة عنده، ومن هؤلاء:
1. محمد يحيى بن الشيخ الحسين، وكان عالما فاضلا متقنا للأصول.
2. محمد الأمين بن عبد الرحمن، وهو عالم جليل رفيق دربه يعمل في محضرته ويخلفه في الصلاة.
3. أحمد فال بن أحمدن، له محضرة خاصة به وهو من أفاضل العلماء وأكابر الصلحاء.
4. الداعية الأمريكي حمزة يوسف.

## مؤلفاته
للشيخ الحاج تآليف كثيرة نافعة أغلبها مخطوطات وبعضها مطبوع ومعظم كتبه إنما ألفت بسبب طلب من أحد فيقول في مقدمتها: طلب مني بعض الطلبة، وهي:
- دليل الطلاب
- تنوير الحوالك على ألفية ابن مالك في مجلد واحد
- إفادة القارئ والسامع على الدرر اللوامع في مقرأ نافع
- لباب النقول في متشابه القرآن وأحاديث الرسول صلى الله عليه وسلم
- شرح للمقصور والممدود لابن مالك أيضا.
- شرح لقصيدة كعب بن زهير (بانت سعاد).
- شرح للشرنوبي.
- شرح قصيدة زروق في صفاته صلى الله عليه وسلم.
- وفتاوى في ورقات قليلة

## صفاته
من صفاته أنه كان يحب حسن الثياب ويحب التعطر والتجمل مع الزهد والورع والتواضع الجم، كريم الخلق إذا أتاه الإنسان سمع أنواع التراحيب مع الانبساط والمفاتحة والسؤال عن جميع ما يتعلق بالآتي من الأهل والأقارب وكان له اهتمام خاص بالطلاب والضيوف.

## قيل عنه
وقد ورد في التقرير السنوي لـ500 شخصية مؤثرة في العالم أن المرابط الحاج ولد فحفو قد نذر حياته للعلم والتعليم وانه خرج المئات وربما الالآف من العلماء من محظرته.
وقال عنه أحد العلماء: العلم في الناس كثير إلا أن ورع الحاج بن السالك مفقود في غيره.
وبعد من أكرم الناس لا يرد سائلا أبدا فيعطي من يستحق ومن لا يستحق وشيمته أن يدفع للأجير بغير حساب فيعطيه أكثر من حقه أضعافا كثيرة، كانت تأتيه هدايا كثيرة فيفرقها أيادي سبا بين ذوي القربى والغرباء من طلاب العلم وفقراء المنطقة، وليس هذا من باب المدح أو الإطراء إنما هو جزء من حقيقة الشيخ وغيض من فيضه يعرف ذلك من يعرفه.